# Zone bit recording

Leiaute físico dos setores em um disco de zona-bit: À medida que a distância do centro aumenta, o número de setores em um determinado ângulo aumenta de um (vermelho) para dois (verde) a quatro (cinza).

No armazenamento do computadores, o Zone Bit Recording (ZBR), em português gravação de bits de zona, é um método usado pelas unidades de disco para otimizar as trilhas para aumentar a capacidade de dados. Isso é feito colocando mais setores por zona nas trilhas externas do que nas trilhas internas. Isso contrasta com outras abordagens, como unidades de velocidade angular constante (constant angular velocity - CAV), em que o número de setores por faixa é o mesmo. Em um disco que consiste em trilhas aproximadamente concêntricas - se compreendidas como faixas circulares separadas ou como uma única faixa em espiral - o comprimento da faixa física (circunferência) aumenta à medida que se afasta do eixo central.
As trilhas internas são compactadas tão densamente quanto a tecnologia da unidade específica permite. O empacotamento do restante dos discos é alterado dependendo do tipo de disco.
Com uma unidade CAV, os dados nas trilhas externas têm a mesma largura angular dos do centro e, portanto, são menos empacotados menos densamente. Usando o ZBR, o zoneamento interno é usado para definir a taxa de leitura/gravação, que é a mesma para outras trilhas. Isso permite que o inversor tenha mais bits armazenados nas trilhas externas em comparação com as internas. Armazenar mais bits por trilha equivale a alcançar uma capacidade total de dados mais alta na mesma área de disco.
No entanto, o ZBR influencia outras características de desempenho do disco rígido. Nas trilhas externas, os dados terão a maior taxa de transferência de dados. Como os discos rígidos e os disquetes normalmente numeram suas trilhas começando pela borda externa e continuando para dentro, e como os sistemas operacionais normalmente preenchem as trilhas com o número mais baixo primeiro, é aqui que o sistema operacional normalmente armazena seus próprios arquivos durante a instalação inicial em um unidade vazia. Testar unidades de disco quando são novas ou vazias depois de desfragmentá-las com alguns aplicativos de benchmarking geralmente exibirá seu desempenho mais alto. Depois de algum tempo, quando mais dados são armazenados nas trilhas internas, a taxa média de transferência de dados cai, porque a taxa de transferência nas zonas internas é mais lenta. Isso, combinado com o curso mais longo da cabeça e a possível fragmentação, pode dar a impressão de que a unidade de disco fica mais lenta com o tempo.
Algumas outras unidades ZBR, como as unidades de disquete de 800 kilobytes de 3,5" nos computadores Apple IIGS e Macintosh mais antigos, não alteram a taxa de dados, mas giram o meio mais devagar ao ler ou gravar trilhas externas, aproximando-se ao desempenho de unidades de velocidade linear constante.

## Produtos que usam ZBR/ZCAV
- Disquete do Commodore 1541
- Disquete do Apple Macintosh 400K/800K
- DVD-RAM
- HD DVD-RW (observação: não o HD DVD-ROM ou HD DVD-R)
- A maioria dos discos rígidos desde os anos 90[3][4][5]